# Rosa 'Circus'
'Circus' (el nombre del obtentor registrado de 'Circus'® ), es un cultivar de rosa que fue conseguido en California en 1956 por el rosalista estadounidense Herb Swim.

## Descripción
'Circus' es una rosa moderna cultivar del grupo Floribunda.
El cultivar procede del cruce de 'Fandango' x 'Pinocchio'.
Las formas arbustivas del cultivar tienen porte erguido y alcanza de 75 a 120 cm de alto y con 120 cm de ancho. Las hojas son de color verde oscuro, semibrillante. Follaje coriáceo.
Sus delicadas flores de color mezcla de amarillos. En un principio la flor tiene tonos amarillos, y conforme se va desarrollando cambia a tonos rosados o rojos coral. Fragancia moderada a rosa híbrido de té. Con 45 a 58 pétalos. Rosa de diámetro medio de 2.75". La flor con forma amplia, muy doble con más de 41 pétalos, en grandes conglomerados, la flor centrada en lo alto, forma flor con volantes. 
Florece en oleadas a lo largo de la temporada. Primavera o verano son las épocas de máxima floración, si se le hacen podas más tarde tiene después floraciones dispersas.

## Origen
El cultivar fue desarrollado en California por el prolífico rosalista estadounidense Herb Swim en 1956. 'Circus' es una rosa híbrida diploide con ascendentes parentales de 'Fandango' (Swim 1950) x 'Pinocchio' (Kordes 1940).
El obtentor fue registrado bajo el nombre cultivar de 'Circus'® por Herb Swim en 1956 y se le dio el nombre comercial de exhibición 'Circus'™.
- La rosa fue creada por Herb Swim en California antes de 1956 e introducida por Armstrong Nurseries en el resto de los Estados Unidos en 1956 como 'Circus'.[1]
- La rosa 'Circus' fue introducida en Estados Unidos con la patente "United States - Patent No: PP 1,382 on 16 Mar 1965".[1]

## Premios y galardones
- Geneva Gold Medal 1955.
- RNRS Gold Medal 1955.
- All-America Rose Selections 1956.

## Cultivo
Aunque las plantas están generalmente libres de enfermedades, es posible que sufran de punto negro en climas más húmedos o en situaciones donde la circulación de aire es limitada.
Las plantas toleran media sombra, a pesar de que se desarrollan mejor a pleno sol. En América del Norte son capaces de ser cultivadas en USDA Hardiness Zones 4b a 9b. La resistencia y la popularidad de la variedad han visto generalizado su uso en cultivos en todo el mundo.
Puede ser utilizado para las flores cortadas, borduras, contenedores o jardín. Vigorosa. En la poda de Primavera es conveniente retirar las cañas viejas y madera muerta o enferma y recortar cañas que se cruzan. En climas más cálidos, recortar las cañas que quedan en alrededor de un tercio. En las zonas más frías, probablemente hay que podar un poco más que eso. Requiere protección contra la congelación de las heladas invernales.

## Obtentoresyvariedadesderivadas
Debido a las características deseables de la rosa 'Circus', se ha utilizado como ascendente parental en cruces con otras variedades para conseguir híbridos obtentores de nuevas rosas, así:

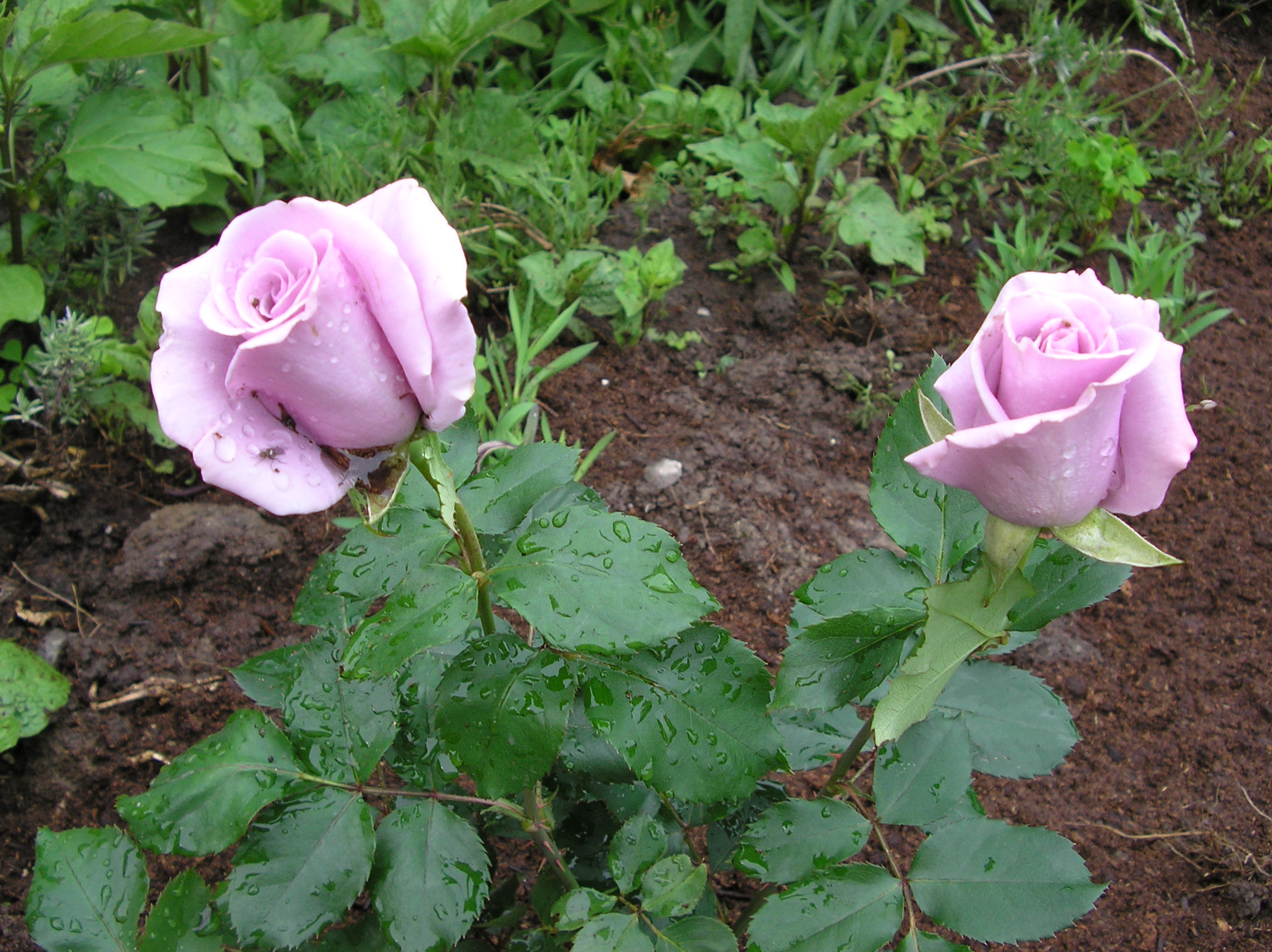
'Angel Face', Swim & Weeks 1968 [ Rosa 'Circus' × 'Lavender Pinocchio' ] × 'Sterling Silver'
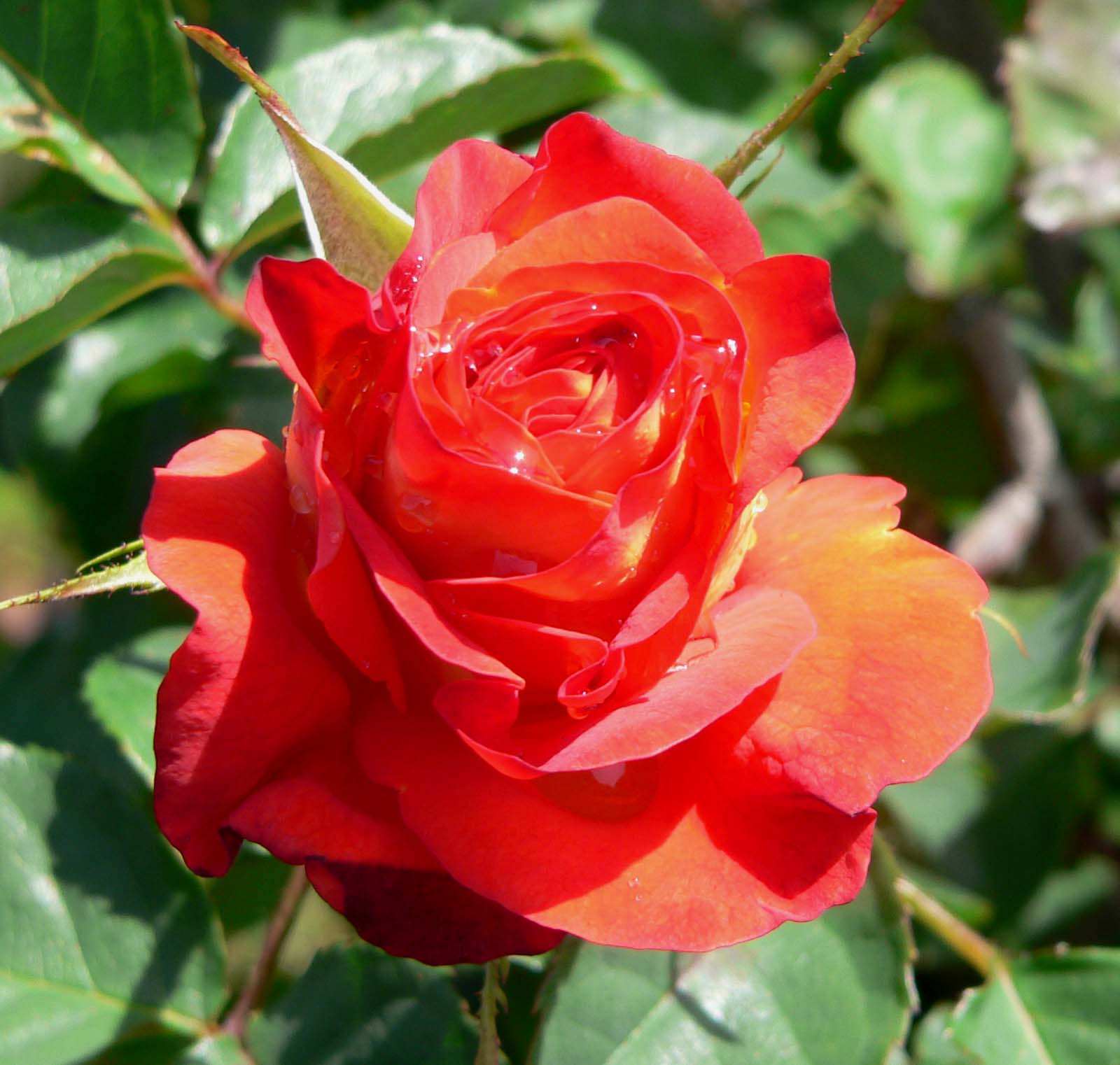
'Lydia', Kordes 1973 Planta de semillero × 'Circus'
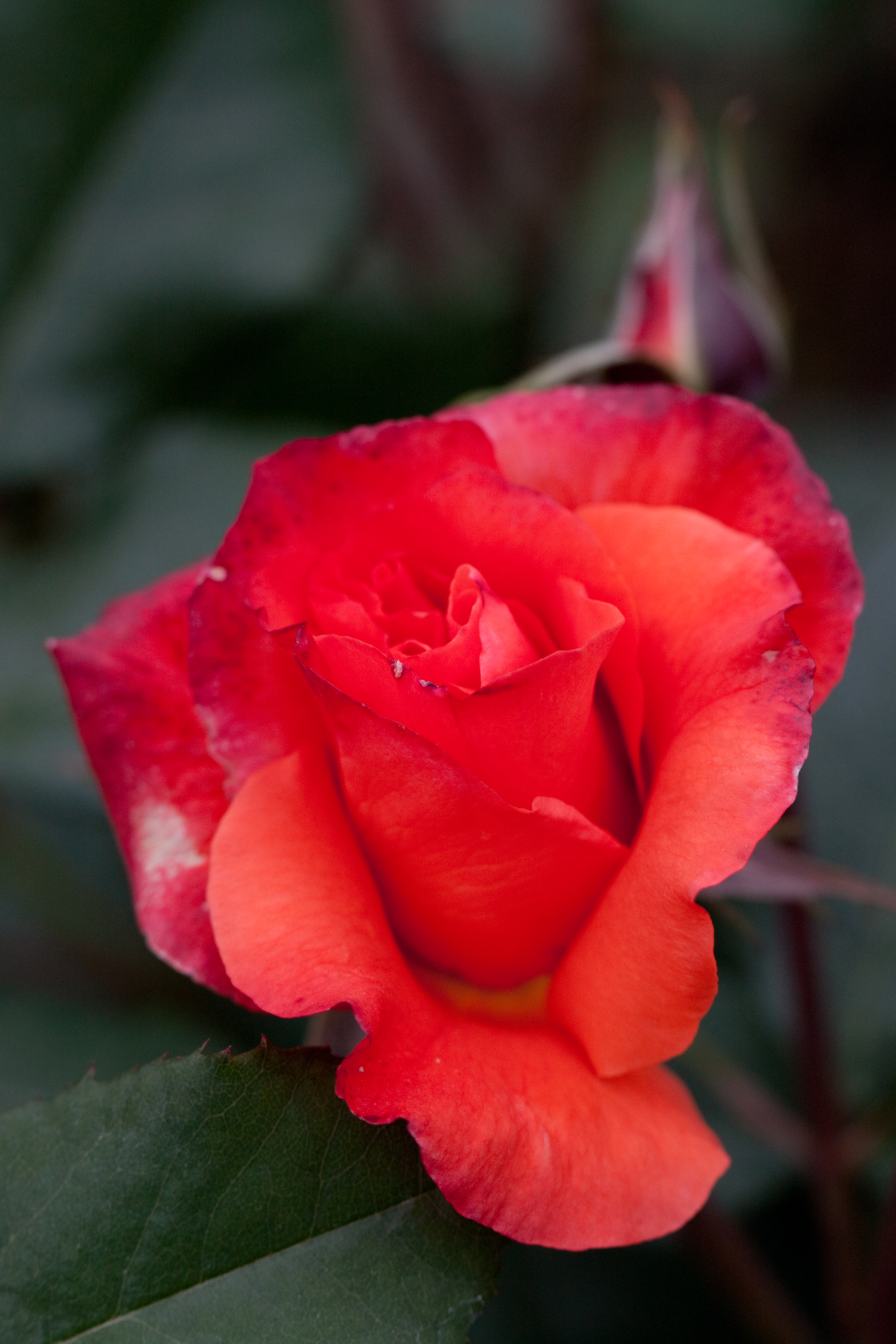
'Princess Michiko', Dickson 1966 'Spartan' x Circus'
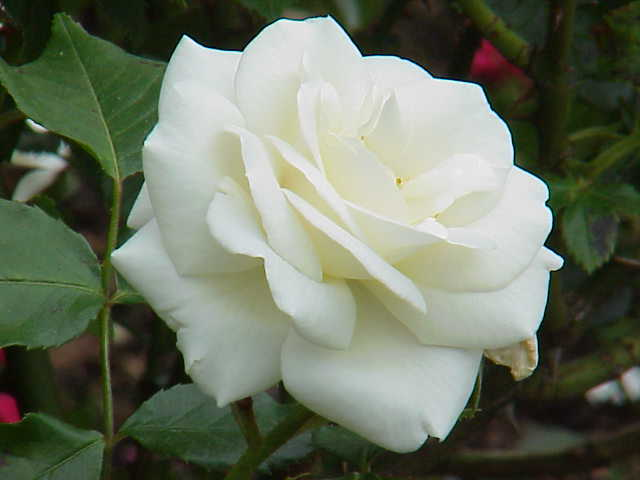
'White Cockade', Cocker 1969 'New Dawn' × 'Circus'